# Real Life (boek)
Real Life is de debuutroman uit 2020 van de in Amerikaanse schrijver Brandon Taylor die in Alabama is geboren. Het boek wordt beschreven als een campusroman en een coming-of-age-roman. Het deels autobiografische boek vertelt de ervaringen van een homoseksuele, zwarte doctoraatsstudent in een overwegend blank, Midwesten PhD-programma in de Verenigde Staten.

## Achtergrond
Real Life is Taylor's eerste roman; hij is een "wetenschapper die romanschrijver is geworden" die zijn graadloze studies deed aan de Auburn University Montgomery. Charles Arrowsmith, die schrijft voor The Washington Post, merkt op: "Zoals veel eerste romans lijkt Real Life te houwen aan de eigen ervaring van de auteur - Taylor heeft in talloze persoonlijke essays geschreven over homo zijn en zuidelijker zijn, zijn beledigende opvoeding en zijn ervaringen met seksueel geweld. Met een standaard disclaimer over te letterlijk lezen, lijken de parallellen tussen Taylor's leven en Wallace's ervaringen duidelijk". Dat, zegt Arrowsmith, is een reden voor de titel van het boek, maar een andere is dat 'het echte leven' wijst op de vermeende afstand tussen het academische leven en de wereld buiten de universiteit, de wereld van 'een echte baan krijgen, een echte ziektekostenverzekering, belastingen". Arrowsmith en Orbey verwijzen naar Real Life als respectievelijk een "campusroman", zij het met een twist en van "een nieuw soort". Op NPR werd het aangekondigd als een "coming of age"-roman.

## Verhaal
Wallace is een homoseksuele, zwarte student uit een kleine stad in Alabama, die is ingeschreven voor een PhD-programma in de biochemie aan een overwegend blanke universiteit in een stad in het middenwesten. Hij is de eerste zwarte student sinds decennia en overweegt om te stoppen. Het verhaal begint kort nadat een van Wallace's experimenten (met het kweken van nematoden) verkeerd is gegaan en hij vermoedt dat een van zijn medestudenten het heeft gesaboteerd. De roman speelt zich af in de loop van een weekend, dat afwisselend bijeenkomsten met zijn (blanke) vrienden, momenten van eenzaamheid, een sessie in zijn laboratorium en een aantal opwindende ontmoetingen met zijn vriend Miller. Verdere gebeurtenissen uit zijn verleden worden verteld door middel van flashbacks, ze omvatten de dood van Wallace's vader een paar weken voor het begin van de roman, zijn afwezigheid bij de begrafenis, zijn moeilijke relatie met zijn moeder en het seksueel misbruik door een familievriend. Een deel van het recente trauma voor Wallace is een experiment dat hoogstwaarschijnlijk voor hem is verpest door een blanke medestudent. Wanneer Wallace vroeg in het verhaal wordt geconfronteerd met de waarschijnlijke sabotage van zijn nematodenexperiment, probeert hij niet eens te pleiten voor vuilspelen voor zijn supervisor.
Wallace heeft seksuele contacten met een medestudent die Miller heet, een jongeman die beweert hetero te zijn en het initiatief neemt tot de affaire. Gedurende het hele verhaal probeert Wallace in het reine te komen met zijn eigen gemengde gevoelens. Na hun eerste nacht samen, bijvoorbeeld, vertrekt Wallace zonder afscheid te nemen en later worstelt hij met zijn onvermogen om Miller te zien als een menselijk wezen dat ook aandacht en sympathie verdient.
Dat Wallace de enige zwarte in het programma is en een van de weinige in de gemeenschap, is de oorzaak van een paar aangrijpende scènes in het verhaal: verward worden met een drugsdealer in een campuswinkel, een inzamelingsfeest bijwonen voor rijke blanke klanten die met zachte stemmen de veranderende demografie van het programma bespreekt, een bezoek aan het huis van een andere student voor een feestje, waar aan de deur wordt gevraagd of hij verdwaald is, een Franse medestudent die hem suggereert dat hij dankbaar moet zijn om een plekje te hebben in het programma, omdat, zegt hij, zwarte mensen moeten koesteren en dankbaar moeten zijn voor de kansen die hen worden geboden. Maar Wallace heeft ook moeite om te erkennen wanneer anderen dergelijke ervaringen hebben, zoals die van een Aziatisch-Amerikaanse medestudent, die hij wegstuurt zoals hij Miller heeft ontslagen - en zichzelf er vervolgens uitscheldt.

## Ontvangst
Volgens de recensie-aggregator Book Marks, die 23 recensies verzamelde, werd Real Life over het algemeen goed ontvangen door critici. Medeschrijvers Roxane Gay, Garth Greenwell en Danielle Evans prezen de roman. Jeremy O. Harris schreef een ‘lovende recensie’ in The New York Times. Eren Orbey, die voor The New Yorker schreef, prees de roman vanwege de weergave van Wallace's isolement, en om "zijn verhaal te schenken met de precisie van de wetenschap en de intimiteit van memoires". In plaats van zijn toevlucht te nemen tot satire of zijn hoofdpersoon te laten klagen over micro-agressie, illustreert hij de "meedogenloze aantasting van de waardigheid die veel mensen van kleur op dergelijke campussen kennen". Volgens Orbey, terwijl Wallace's verwijdering van zijn vrienden, verteld door 'minachtende observaties', soms 'zelfs een paar van zijn betere vrienden reduceert tot het soort schematische creaties die onder zijn microscoop verschijnen', voelt zijn oordeel meestal redelijk, en Wallace impliceert zichzelf in dit schema.
Charles Arrowsmith zegt dat de 'Real' van de titel ook verwijst naar 'de onoplosbare, onuitsprekelijke, hoofdletter-R' Real 'van de filosofie', en dat 'wat Wallace ervaart als de onkenbaarheid van zijn vrienden en de ondoorgrondelijkheid van zijn eigen acties zijn functies van dit soort realisme ". Deze "dubbelzinnigheden", aldus Arrowsmith, "zijn wat Taylor's schrijven zijn sterke punten geeft: zijn ontvankelijkheid voor bedreiging in de alledaagse, onderhuidse seksuele trillingen, onbewuste motivatie". Hij bewonderde ook dat Taylor 'behendig handelt... met hoe het is om anders te zijn in een overcultuur. Voorzichtig, sluw, maakt hij er een punt van om 'blanken' op te merken, waarbij hij de onuitgesproken regel van veel realistische fictie ondermijnt dat ras alleen vermeld hoeft te worden als het anders is dan blank ', en dat hij racistische stijlfiguren' humoristisch omkeert '. Arrowsmith gaf het minst om "zelfbewuste literaire" aspecten van Taylor's schrijven en voor een zekere oneffenheid in Wallace's karakter, maar concludeerde dat "met een strakkere montage en de autobiografische impuls uit zijn systeem, wat Taylor doet, het bekijken waard zal zijn".
Barbara VanDenburgh, die schrijft voor USA Today, koos het als een van de negen LGBTQ-boeken om te lezen voor Pride Month en Laurie Muchnick selecteerde het in Kirkus Reviews als een van de zes "queer-debuten om te lezen tijdens Pride Month".
De roman stond op de shortlist voor de Booker Prize 2020.

## Filmaanpassing
Op 9 december 2020 werd aangekondigd dat de Mad Solar- banner van de Amerikaanse muzikant Kid Cudi een bewerking ontwikkelt van de coming-of-age campusroman Real Life, met Cudi in de hoofdrol. Bron Studios verwierf met Mad Solar de rechten op de voor 2020 geselecteerde roman van de Booker Prize.

## Bron
- Dit artikel of een eerdere versie ervan is een (gedeeltelijke) vertaling van het artikel Real Life (novel) op de Engelstalige Wikipedia, dat onder de licentie Creative Commons Naamsvermelding/Gelijk delen valt. Zie de bewerkingsgeschiedenis aldaar.